# SN 1983A
SN 1983A – supernowa odkryta 13 stycznia 1983 roku w galaktyce E323-G25. W momencie odkrycia miała maksymalną jasność 17,50m.